# Kreuzkümmel
Kreuzkümmel (Cuminum cyminum), auch Kumin oder Cumin (lateinisch Cuminum, auch Cyminum) und Römischer Kümmel, ist eine Pflanzenart aus der Gattung Cuminum innerhalb der Familie der Doldenblütler (Apiaceae). Die getrockneten Früchte werden als Gewürz genutzt. Die Bezeichnung „Kreuzkümmel“ leitet sich aus der kreuzförmigen Blattstellung sowie dem kümmelähnlichen Aussehen der getrockneten Früchte ab.

## Beschreibung

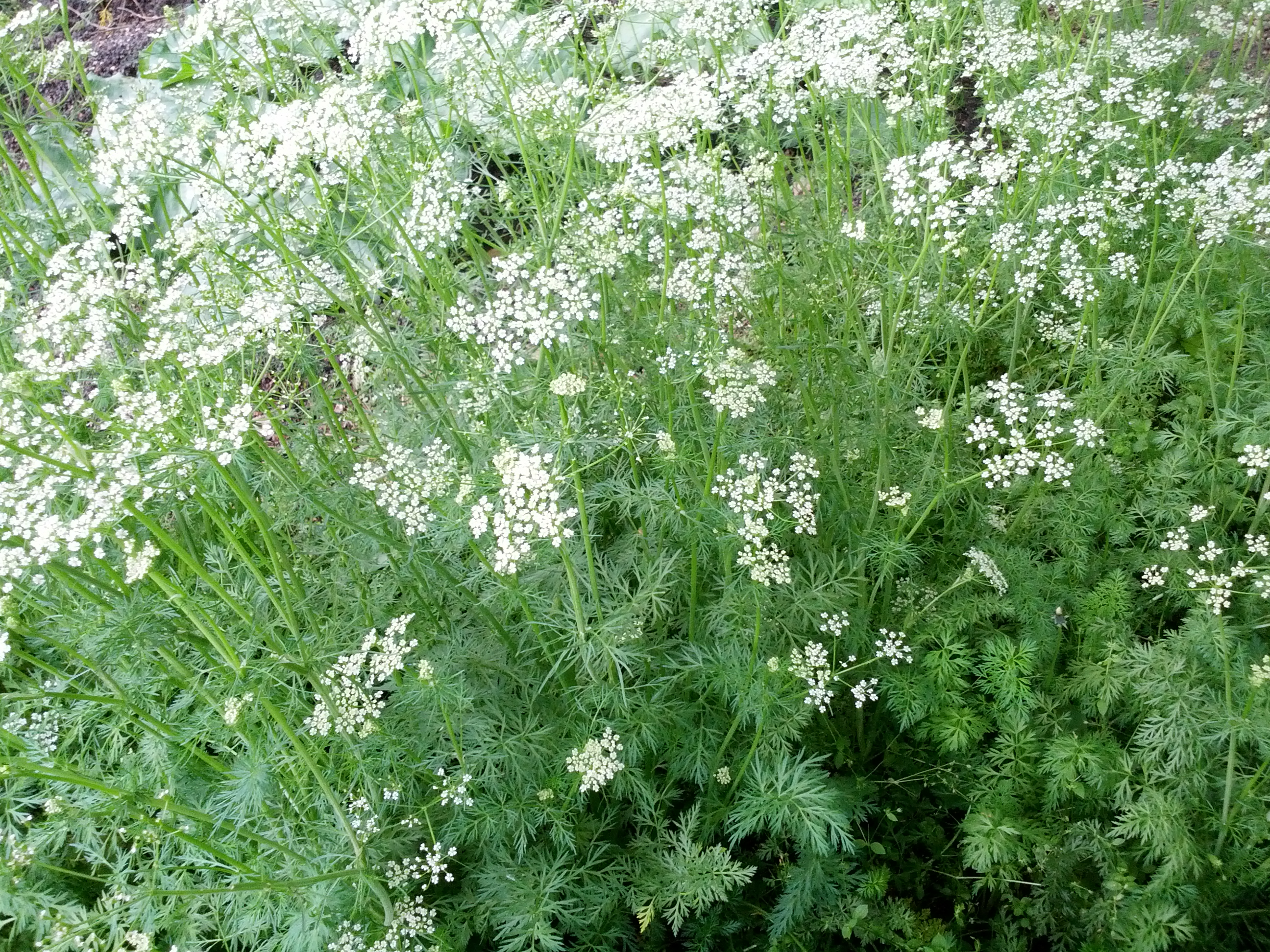
Habitus, Laubblätter und Blütenstände

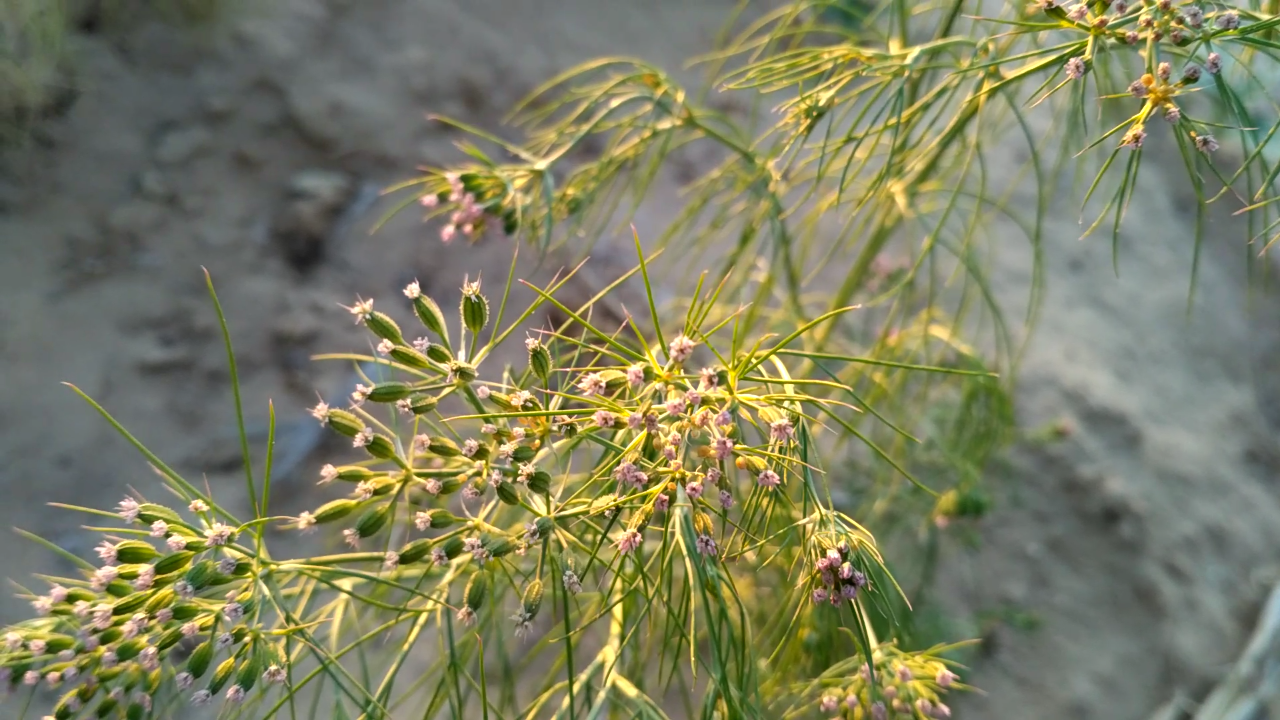
Fruchtstand

### Vegetative Merkmale
Der Kreuzkümmel wächst als relativ zarte, einjährige krautige Pflanze und erreicht Wuchshöhen von 15 bis 30 oder 40 bis 50 Zentimetern. Es wird eine schmale Pfahlwurzel ausgebildet. Der feinrippige Stängel ist kahl und etwas verzweigt.
Die wechselständigen am Stängel angeordneten Laubblätter sind in Blattstiel, -scheide und -spreite gegliedert. Sie besitzen kurze Blattscheiden. Die kahlen Blattspreiten sind ein- bis zweifach fiederschnittig, mit schmalen Abschnitten.

### Generative Merkmale
Es ist ein achselständiger langer Blütenstandsschaft vorhanden. Die relativ kleinen doppeldoldigen Blütenstände besitzen drei bis sechs 0,5 bis 1 Zentimeter langen Doldenstrahlen, die in kleinen Döldchen enden. Die Döldchen enthalten jeweils wenige gestielte Blüten. Bei den Dolden sind etwa so viele Hüllblätter wie Doldenstrahlen vorhanden. Es sind fünf oder sechs längere, einfache und linealische oder zwei- bis dreiteilige, manchmal grannenspitzige Hüllblätter vorhanden. Bei den Döldchen sind drei bis fünf bei einer Länge von 0,5 bis 1 Zentimetern kleinere linealische Hüllblättchen vorhanden; sie besitzen einen weißen Rand.
Die zwittrigen, protandrischen Blüten sind fünfzählig mit doppelter Blütenhülle. Die haltbaren, ungleichen Kelchzähne sind schmal-dreieckig und grannenspitzig. Die weißen oder rosafarbenen bis rötlichen, ungleichen Kronblätter sind verkehrt-breiteiförmig mit stumpfem und bis dreispitzigem oberen Ende, der mittige Spitz oder Zipfel ist oft eingeklappt, so dass die Kronblätter dann verkehrt-herzförmig erscheinen. Es sind fünf freie Staubblätter vorhanden. Der unterständige, zweikammerige Fruchtknoten befindet sich auf einem leicht rippigen und feinborstigen, ellipsoiden Blütenboden. Auf einem kleinen fleischigen Stylopodium (Diskus) befinden sich zwei kurze aufrechte oder ausgebogene Griffel, die in kleinen und kopfigen Narben enden.
Den Früchten haften oft noch etwas scharfe Kelchreste, -zipfel und Griffelreste an. Die gelblich-braun-gräuliche Doppelachänen sind bei einer Länge von 5 bis 6 Millimetern länglich oder ellipsoid mit feinborstigen Rippen. Die 4 bis 6 Millimeter langen Doppelachänen bestehen aus zwei einseitig abgeflachten, etwas konkaven einsamigen Teilfrüchten, die an einem Karpophor hängen, die Öldrüsen aufweisen. Die kleinen Borsten der Früchte lassen sich leicht abreiben.

### Chromosomenzahl
Die Chromosomenzahl beträgt 2n = 14, selten 18 oder 24.

## Vorkommen
Der Kreuzkümmel kommt ursprünglich in Zentralasien und Ägypten vor, oder vielleicht ist der Ursprung nur im oberen Niltal. Nach Euro+Med kommt er auch in Algerien, Tunesien, auf der Sinaihalbinsel, in Jordanien, Israel und Armenien ursprünglich vor. Er ist in mehreren Ländern Asiens, in Spanien, Frankreich, Sizilien, Bulgarien, Mexiko und Texas verwildert.

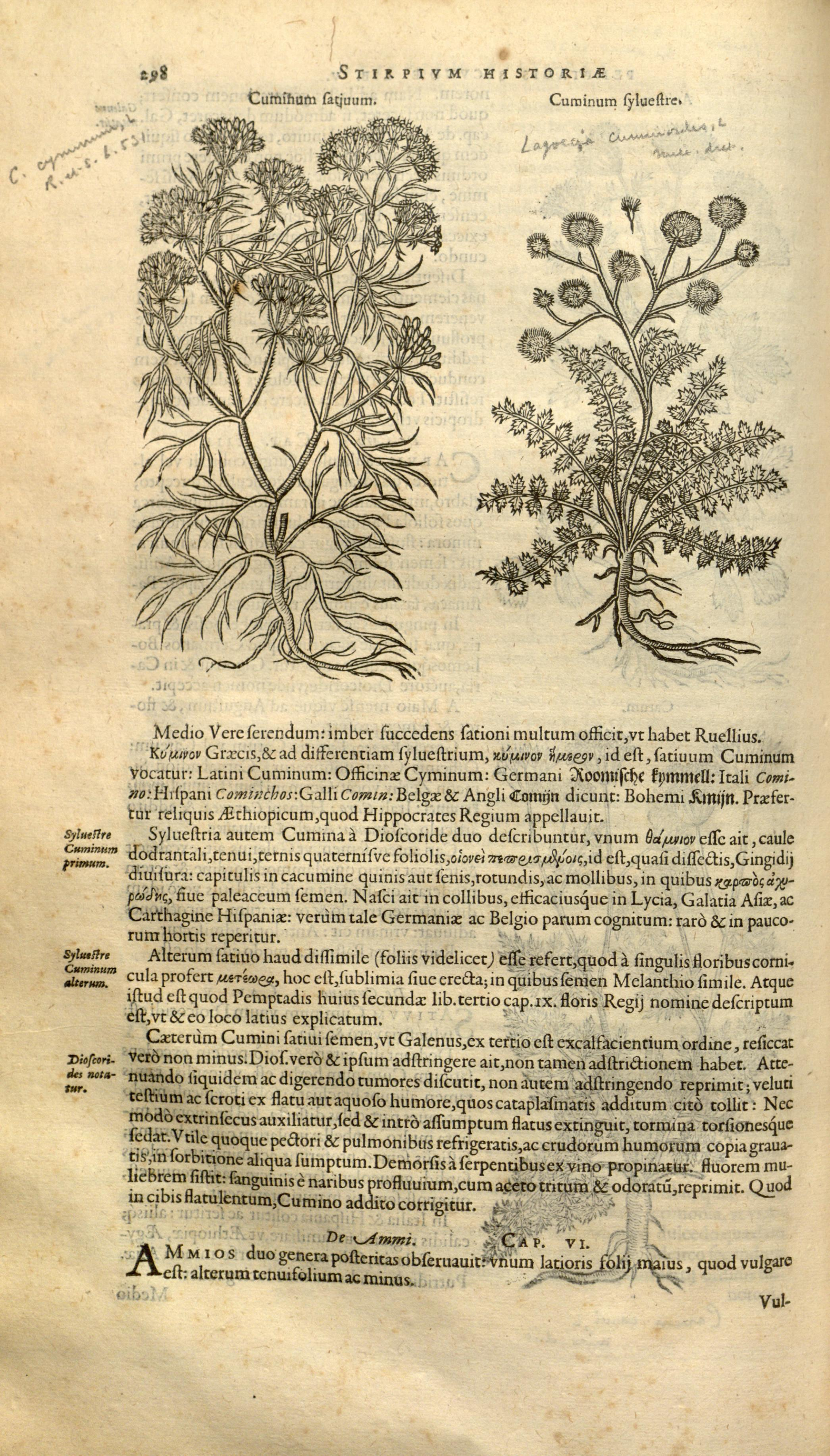
Remberti Dodonaei ... Stirpium historiae pemptades sex, sive libri XXX, S. 298

## Kulturgeschichte des Kreuzkümmels
Kreuzkümmel fand sich in 3000 bis 4000 Jahre alten Küchenresten im heutigen Syrien; auch im Alten Ägypten des zweiten Jahrtausends v. Chr. wurde das Gewürz bereits in der Küche verwendet. Im Römischen Reich war Kreuzkümmel ebenfalls als Gewürz- und Heilpflanze beliebt. In Europa wurde Kreuzkümmel bis ins Mittelalter überwiegend zu Heilzwecken (beispielsweise mittels einer Kreuzkümmel-Latwerge) kultiviert. Heutige Hauptanbaugebiete sind Indien, Iran, Indonesien, China und der südliche Mittelmeerraum.

## Verwendung

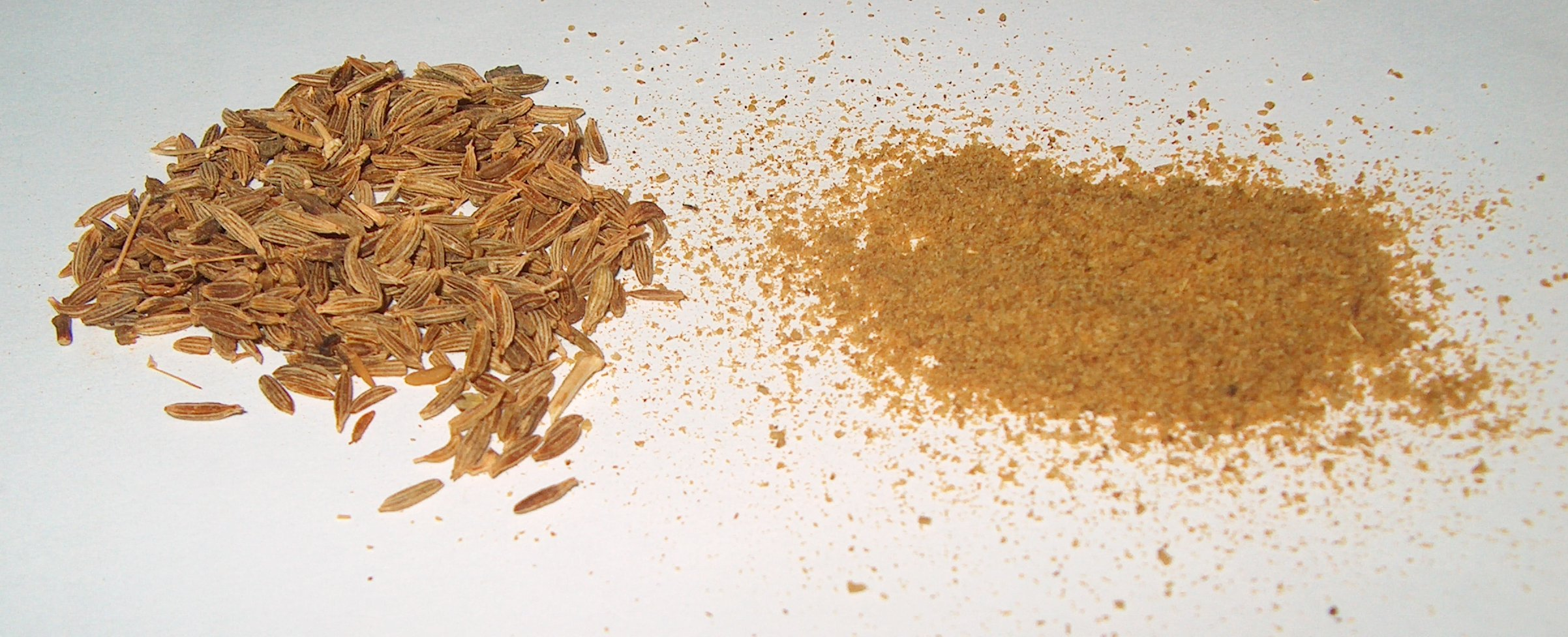
Die getrockneten Früchte: links unbehandelt, rechts gemahlen

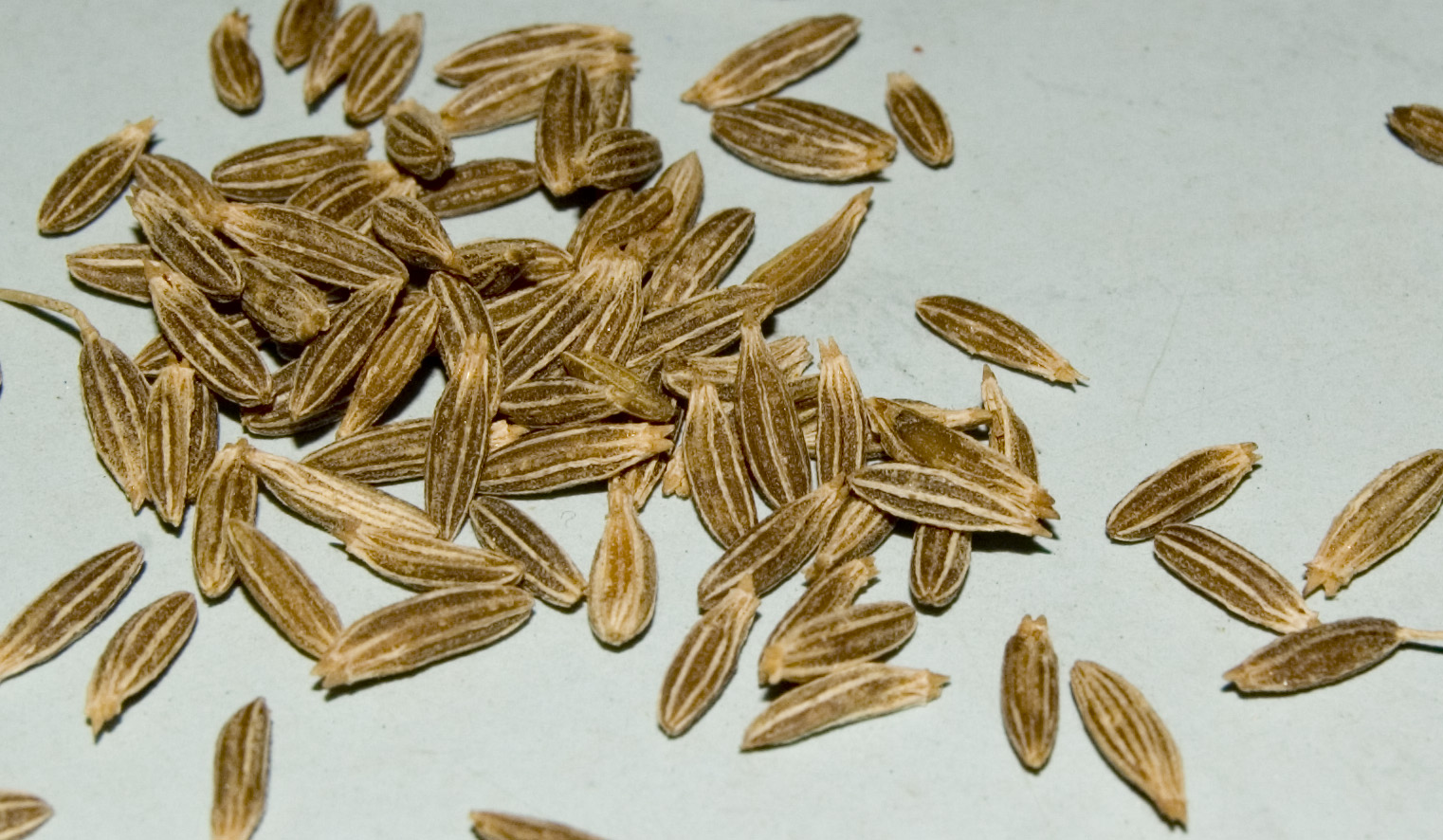
Früchte im Detail

Kreuzkümmel hat einen intensiven, unverwechselbaren Geschmack, der von dem im ätherischen Öl enthaltenen Cuminaldehyd verursacht wird.
Eine wichtige Rolle spielt Kreuzkümmel in der nordafrikanischen, der türkischen und in der griechischen Küche, in der Küche des Nahen Ostens, Irans und Indiens sowie in Brasilien und in der mexikanischen Küche. In Bulgarien und der Türkei wird er als Gewürz für Grillfleischspezialitäten oder Dauerwürste wie Sucuk oder Pastırma benutzt. In den Niederlanden und in Flandern ist Kreuzkümmelkäse eine bekannte Spezialität.
Das indische Garam masala enthält immer Kreuzkümmel, ebenso wie die bengalische Gewürzmischung Panch Phoron. Auch handelsübliche Gewürzmischungen für Chili con Carne enthalten viel Kreuzkümmel. Der Kreuzkümmel wird besonders oft mit Echtem Koriander kombiniert. Ein typisches Gericht mit intensivem Kreuzkümmelaroma ist Falafel. Kreuzkümmelöl ist ein Produkt des Kreuzkümmels.

## Inhaltsstoffe
Die Samen des Kreuzkümmels enthalten ätherische Öle und „schwerpunktmäßig“ Cuminaldehyd, Cuminalkohol, Phellandrene, Pinene und Terpene als Hauptinhaltsstoffe. Der Cuminalkohol und die Phellandrene sind Derivate des Cumols, des Isopropylbenzols. Das Cuminaldehyd ist der biologisch aktive Bestandteil des Öls von den Samen des Kreuzkümmels. Ebenso sind Cymole im Kreuzkümmelöl enthalten. Cuminalkohol und Cuminaldehyd sind beide reichlich in vielen Pflanzen der Unterfamilie Apioideae enthalten.

## Taxonomie
Die Erstveröffentlichung von 1753 von Cuminum cyminum erfolgte durch Carl von Linné in Species Plantarum, Tomus I, Seite 254.

## Trivialnamen
Seltener wird er Mutterkümmel, Weißer Kümmel oder Welscher Kümmel genannt. Es bestehen bzw. bestanden auch weitere Trivialnamen:
- Mittelhochdeutsch
  - Chume
  - Cömi
  - Cymmin
  - Czymery
  - Gaertkome
  - Gartenkome
  - Gartkome
  - Kimich
  - Komel
  - Kommel
  - Konnel
  - Kumel
  - Kummel[9]
  - Kumich
  - Kymmich
  - Venedischer Kümmel
  - Pfefferkümmel
  - Pfefferkumel
  - Pfefferkummel
  - Camijn (Köln)
  - Kümich (Köln, Jülich ff.)
  - Krämerlaus
  - Kramkümmel
  - Kümel
- Althochdeutsch
  - Chumi
  - Chumich
  - Chumil
  - Chumin
- Mittelniederdeutsch
  - Come
  - Comen
  - Römischer Kimmel
  - Kömel
  - Kome
  - Korve
  - Linsenkümmel
  - Pepercome
  - Peperkome
  - Peperkomen
- Niedersächsisch
  - Gardkarvel
  - Gardkome
  - Gardkomen
  - Haberkümel
  - Kämen
- Österreichisch
  - Kümm